# Benjamin Kololli
Benjamin Kololli (* 15. Mai 1992 in Aigle) ist ein kosovarisch-schweizerischer Fussballspieler.

## Karriere

### Vereine
Kololli begann mit dem Fussballspielen beim FC Bex, bevor er zum Drittligisten FC Monthey wechselte. In Monthey wurde er zur Saison 2011/12 in das feste Kader der ersten Mannschaft befördert und gab sein Debüt in der 1. Liga, der damals dritthöchsten Schweizer Spielklasse, am 6. August 2011 (1. Spieltag) beim 2:3 gegen den FC Meyrin, als er in der 66. Minute für Ruhan Berisha eingewechselt wurde. Nach elf Ligaeinsätzen (sechs Tore) schloss er sich im November 2011 der zweiten Mannschaft des FC Sion an. Bis Saisonende kam er zu weiteren acht Spielen (ein Tor) in der 1. Liga, und der FCS II stieg in die neugegründete 1. Liga Promotion, die nun dritthöchste Liga, auf.
2012/13 wurde er 26 Mal (drei Tore) in der 1. Liga Promotion eingesetzt. Zudem gab er am 5. Mai 2013 (30. Spieltag) beim 0:1 gegen den FC Basel sein Debüt für die erste Mannschaft in der Super League, der höchsten Schweizer Liga, als er zur zweiten Halbzeit für den italienischen Weltmeister Gennaro Gattuso eingewechselt wurde. Bis zum Ende der Spielzeit kam er zu sieben Einsätzen für die erste Mannschaft, in denen er zwei Tore erzielte.
2013/14 war er in elf Ligaspielen (sieben Tore) für die zweite Mannschaft in der Promotion League und in neun Ligaspielen für die erste Mannschaft in der Super League im Einsatz. Daraufhin wurde er 2014/15 an den Zweitligisten FC Le Mont-sur-Lausanne verliehen. Er debütierte in der Challenge League am 10. August 2014 (4. Spieltag) beim 0:0 gegen den FC Lugano, als er in der 52. Minute für Adrián Alvarez in die Partie kam. Bis Saisonende wurde er in 28 Spielen in der Challenge League eingesetzt, wobei er sechs Tore schoss.
Nach Leihende wurde er fest vom ebenfalls in der Challenge League spielenden FC Biel-Bienne verpflichtet. Für die Rot-Weissen kam er bis zur Winterpause zu 17 Ligaspielen, in denen er sechs Tore erzielte. Im Januar 2016 wechselte er auf Leihbasis zum Schweizer Spitzenklub BSC Young Boys nach Bern. Bis Saisonende war er allerdings nur in einem Pflichtspiel in der Super League gegen den Abstiegskandidaten FC Vaduz für die Berner auf dem Platz, als er in der 81. Minute eingewechselt wurde.
Zur darauffolgenden Spielzeit unterschrieb er beim Super-League-Aufsteiger FC Lausanne-Sport einen Vertrag. Kololli kam bis zum Ende der Saison zu 26 Partien in der Super League, wobei er acht Tore schoss.
2017/18 folgten 29 Spiele (10 Tore) für Lausanne, der Verein stieg zum Saisonende aber als Tabellenletzter in die Challenge League ab. Im Schweizer Cup markierte Kololli zudem zwei weitere Treffer in drei Partien, Lausanne schied im Achtelfinal gegen den Schweizer Rekordmeister Grasshopper Club Zürich aus.
Zur Spielzeit 2018/19 wechselte er für ca. 900'000 Euro zum Erstligisten FC Zürich. Für den FCZ war er in seiner Premierensaison 30 Mal im Einsatz, wobei er erneut zehn Tore erzielte. Im Schweizer Cup schied der Verein im Halbfinal gegen den FC Basel aus, Kololli schoss in vier Cuppartien zwei Tore. Zudem kam er zu sieben Spielen in der UEFA Europa League (zwei Tore), für die sich der Aufsteiger FCZ letzte Saison als Vierter in der Abschlusstabelle qualifiziert hatte. Die Zürcher verloren schlussendlich in der Zwischenrunde nach Hin- und Rückspiel mit 1:5 gegen den SSC Neapel.
2019/20 kam Kololli zu 27 Super-League-Spielen, in denen er sechs Tore schoss. Im Schweizer Cup, in dem man im Achtelfinal gegen den Meister BSC Young Boys ausschied, spielte er zweimal. In der Spielzeit 2020/21 kam er aufgrund eines Muskelfaserrisses nur in 21 Ligapartien (sechs Tore) sowie einem Spiel im Schweizer Cup, als der FCZ in der 2. Runde gegen den FC Chiasso verlor, zum Einsatz.
Zur folgenden Saison wechselte er zum japanischen Erstligisten Shimizu S-Pulse. Er unterschrieb einen Vertrag bis 2023. Am Ende der Saison 2022 musste er mit dem Verein als Tabellenvorletzter in die zweite Liga absteigen.
Im Dezember 2023 unterschrieb Kololli beim FC Basel einen Vertrag bis Sommer 2025 mit Option auf eine weitere Saison.
Im Dezember 2024 wechselte er zum FC Sion.

### Nationalmannschaft
Kololli ist seit 2016 Stammspieler der kosovarischen Fussballnationalmannschaft. Sein Debüt gab er am 12. November beim 0:2 gegen die Türkei im Rahmen der Qualifikation zur Fussball-Weltmeisterschaft 2018.